# Iron Maiden (álbum)
Iron Maiden es el primer álbum de estudio de la banda inglesa de heavy metal Iron Maiden, grabado en el Reino Unido a fines de 1979, y publicado el 11 de abril de 1980 a través de EMI y pocos meses después en los Estados Unidos por las discográficas Harvest y Capitol. La versión estadounidense incluyó la canción «Sanctuary», que en el Reino Unido fue lanzado como un sencillo. En 1998, al igual que los álbumes anteriores a The X Factor, Iron Maiden fue remasterizado con «Sanctuary» incluido en todas las ediciones.
A pesar de que la banda ha sido autocrítica respecto de la calidad de la producción, el trabajo fue muy bien recibido por el público, por cuanto, al fin se concretaban en un álbum, las canciones que la banda venía interpretando en vivo desde mediados de los años 70, y es por esto que ya para su grabación y lanzamiento (en 1979 y 1980), la banda ya contaba con una fanaticada joven, leal y fervorosa, que los llevó a la cuarta posición del UK Albums Chart.
El trabajo fue certificado como disco de platino por la BPI. Iron Maiden es también el único trabajo de estudio con el guitarrista Dennis Stratton y el productor Will Malone. Para promocionar el disco, el grupo realizó varias actuaciones tanto por el Reino Unido como por Europa.
El álbum es considerado como un disco de culto, que no solo generó la irrupción de la banda desde la escena underground, sino que fue la punta de lanza en la reinvención del género, y que a su vez inspiró e influyó en el nacimiento de subgéneros como el thrash metal, siendo tributado en canciones como «Remember Tomorrow», «Sanctuary», «Transylvania», «Prowler» por bandas como Metallica, Overkill, Anthrax, etc.

## Trasfondo y grabación
Es a principios de los años 70, en la era Gypsy's Kiss y Smiler que Steve Harris compone algunas de las canciones que a partir de 1975 comenzarían a ser parte del repertorio de Iron Maiden. Tras la llegada y salida de varios miembros, la formación para la grabación del disco, quedó constituida por Harris, los guitarristas Dave Murray y Dennis Stratton, el baterista Clive Burr y el vocalista Paul Di'Anno. Antes, Harris había enviado una maqueta al mánager Rod Smallwood, quien se interesó por el grupo y le propuso lanzar algunos temas en un EP. El resultado fue The Soundhouse Tapes, grabado a fines de 1978 con 5.000 unidades.
En diciembre de 1979, el grupo entró en los estudios Kingsway de Londres y realizó la grabación con el productor Guy Edwards. Sin embargo, la banda le despidió por estar descontenta con la calidad de su producción. Otro productor, Andy Scott, fue descartado por insistir a Harris en que tocase su bajo con púa en vez de con los dedos. Will Malone fue el elegido para producir el álbum. En febrero de 1980, después de solo trece días, Maiden terminó la grabación del disco. El resultado final, aunque gustó a los aficionados y a los críticos, defraudó al grupo, y en especial a Harris, que criticó el poco interés de Malone por el sonido de la cinta.

## Canciones
Al igual que en los posteriores álbumes de Iron Maiden, Harris fue el principal compositor de las canciones. El bajista escribió todos los temas a excepción de «Charlotte the Harlot», cuyo autor fue Dave Murray. Por otra parte, las canciones «Remember Tomorrow» y «Running Free» fueron compuestas por Harris y Di'Anno. «Sanctuary» de autoría triple. Parte de las canciones, tanto de este disco como las del posterior álbum Killers fueron compuestas por Harris.
«Running Free» fue publicado como sencillo el 23 de febrero de 1980 y alcanzó la trigésimo cuarta posición de la lista UK Singles Chart. La banda interpretó el tema en el programa de televisión Top of the Pops, donde fue el primer grupo en actuar en directo desde The Who en 1972. Di'Anno, que escribió la letra, la describió como «una canción muy autobiográfica, aunque por supuesto nunca he pasado la noche en una cárcel de Los Ángeles. Trata sobre tener 16 años, y como dice, salir corriendo salvaje y libre. Proviene de mis días como cabeza rapada».
Según Dave Ling, colaborador de Classic Rock y Metal Hammer, «Sanctuary» fue compuesta por el guitarrista Rob Angelo, miembro del grupo en 1977, que cobró 300 GBP a cambio de ceder los derechos de la canción. El sencillo «Sanctuary» fue publicado el 7 de junio y llegó al puesto veintinueve del UK Singles Chart. Su portada, en la que la mascota del grupo, Eddie, se inclina sobre el cuerpo de Margaret Thatcher empuñando un cuchillo, generó publicidad para el grupo en la prensa británica. Rod Smallwood, representante del grupo, utilizó el nombre de la canción para su compañía discográfica.
Aunque «Strange World» fue atribuida a Harris, Paul Di'Anno, vocalista original de la banda entre 1975 y 1976, afirmó que contribuyó en ella. «Charlotte the Harlot», compuesta por Dave Murray, es el primero de cuatro temas dedicado a una prostituta ficticia llamada «Charlotte», si bien el guitarrista asegura que está «basada en una historia real». Con más de siete minutos de duración, «Phantom of the Opera» es una de las pistas favoritas de Harris y Maiden la interpreta en directo con relativa frecuencia. «Transylvania» es la única pieza instrumental del disco.
De todas las canciones, «Phantom of the Opera», «Running Free», «Sanctuary» y «Iron Maiden» son las más interpretadas en directo y la última señala la llegada de Eddie al escenario. Todos los temas, a excepción de «Strange World» y la instrumental «Transylvania», han aparecido con Bruce Dickinson como vocalista en álbumes en vivo, recopilatorios o ambos.

## Publicación
Iron Maiden salió a la venta en el Reino Unido el 14 de abril de 1980 a través de la discográfica EMI en formato LP y casete, y alcanzó el cuarto y décimo puesto del UK Albums Chart y de la lista francesa de álbumes. En marzo fue publicado en el mercado estadounidense, con los sellos Harvest y Capitol. Sin embargo, no logró posicionarse en la lista Billboard 200, algo que sí hicieron los siguientes trabajos de estudio de la banda.
El álbum fue reeditado en CD hacia 1987 a través de EMI en el mercado europeo, y de Capitol en Norteamérica al año siguiente. En 1995, salió a la venta una edición limitada con un segundo CD que incluyó rarezas y temas en directo. La versión remasterizada del disco salió a la venta en 1998, junto al resto del catálogo de la agrupación, en una edición distribuida por Sanctuary en los Estados Unidos. Esta edición incluyó además una portada distinta a la original, aunque realizada por el mismo artista, Derek Riggs. En 2012, para conmemorar la gira Maiden England World Tour, EMI publicó una edición limitada de vinilos coloreados de los ocho primeros trabajos de la banda.

## Recepción
Cuando salió en 1980, el álbum obtuvo buenas reseñas de la crítica musical. Geoff Barton, en la revista Sounds, escribió: «Heavy metal para los años 80, con una cegadora velocidad y ferocidad desenfrenada que hace que la mayoría de los temas de rock pesado de los 60 y 70 suenen perezosos y fúnebres en comparación». Malcolm Dome de Record Mirror calificó al álbum con una nota de cinco sobre cinco, comentó que «cumple con todas las expectativas» y lo mencionó como uno de los mejores trabajos de la década.
Con el paso de los años, Iron Maiden continúa recibiendo buenos comentarios de la crítica. Steve Huey de Allmusic lo describió como «un hito» y añadió: «No hay un trabajo mejor que el debut de Iron Maiden para escuchar cómo el punk y el rock progresivo influenciaron a la nueva ola del heavy metal británico». Huey además puntuó al álbum con cuatro estrellas y medio de cinco posibles. En su reseña para BBC Music, Tim Nelson alabó el disco y escribió: «Iron Maiden es la expresión pura del sueño de todo aficionado al metal; ruido rápido, furioso y divertido». Mike Stagno de Sputnikmusic lo describió como «uno de los álbumes debut más importantes del mundo del heavy metal» y comentó que «contiene la crudeza y la agresividad que definen los primeros años de la banda».
Tras su publicación, Iron Maiden ha aparecido en varias listas de los mejores álbumes de heavy metal. La revista Kerrang! lo situó en el noveno de los mejores álbumes británicos de rock. Los lectores de Mojo lo posicionaron entre las «cien grabaciones que cambiaron el mundo». La revista Terrorizer lo incluyó entre los mejores álbumes de la década de 1980. En 2008 fue incluido en el libro 1001 discos que hay que escuchar antes de morir junto a otro trabajo del grupo, The Number of the Beast.

## Versiones
Los temas del disco, en su mayor medida gracias a álbumes tributo, han sido versionados por varias agrupaciones y artistas dentro del heavy metal. «Prowler» fue interpretado por Black Tide en el álbum de versiones Maiden Heaven y por Blind Guardian en una de sus primeras maquetas. Entre las bandas que versionaron «Remember Tomorrow» se encuentran Metallica, Crowbar, Anthrax y Opeth. «Running Free» fue grabada por las bandas germanas Grave Digger y Iron Savior para los álbumes tributo A Tribute to the Beast y Slave to the Power.

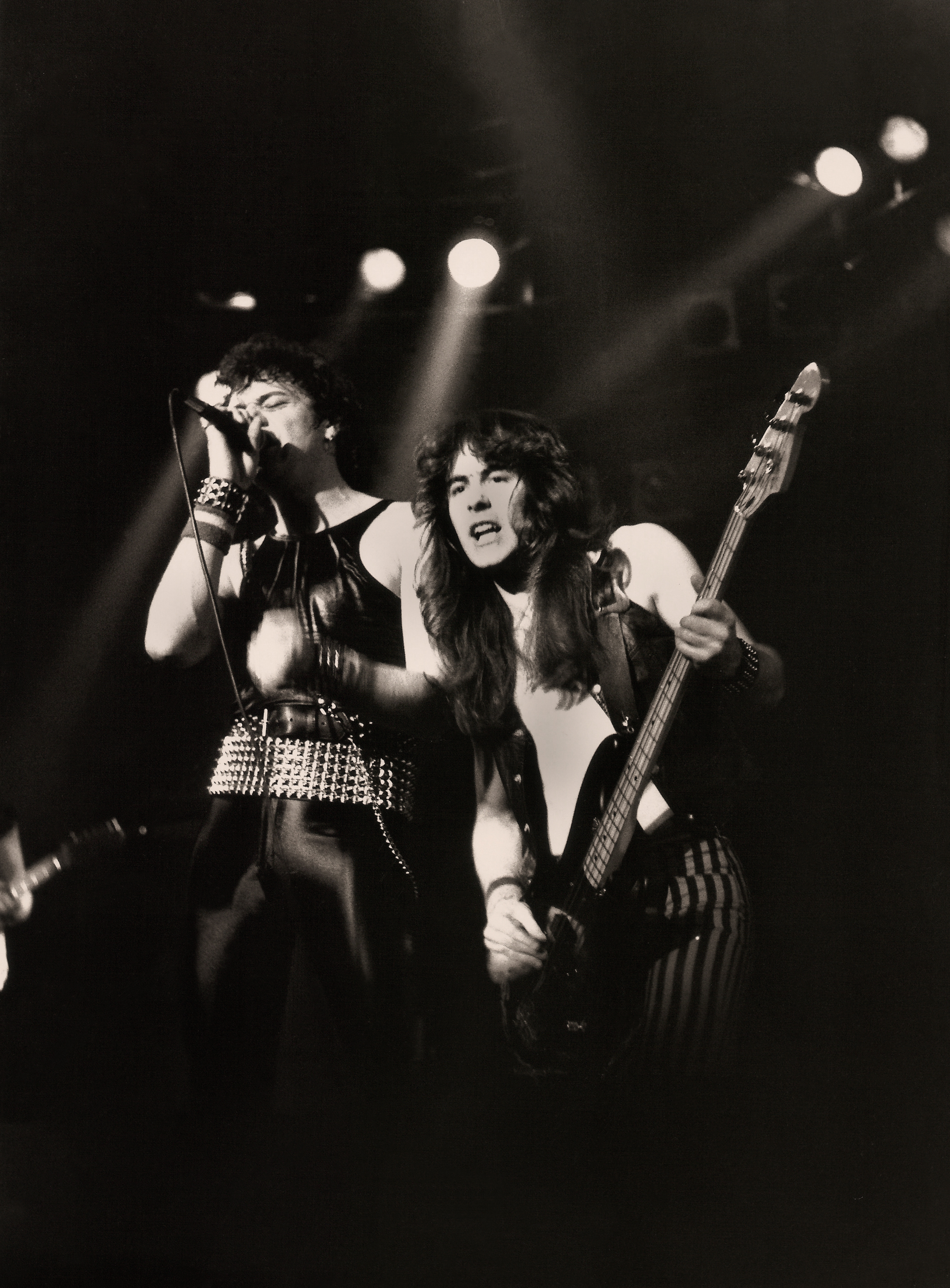
Paul Di'Anno y Steve Harris actuando en Mánchester durante la gira British Steel Tour.

El instrumental «Transylvania» fue versionado por Iced Earth en su álbum Horror Show y por Absu en el tributo A Call to Irons. «Strange World» puede encontrarse interpretada por la española Mägo de Oz en el tributo Transilvania 666 y «Charlotte the Harlot» versionada por la ibérica, Lujuria, también en el tributo Transilvania 666. Tankard y Trivium realizaron sendas versiones de la pista que cierra el disco, «Iron Maiden».
En 2023 la banda sueca Ghost publicó un cover de Phantom of the Opera como sencillo de su EP "Phantomime".

## Gira promocional
En febrero de 1980, la banda comenzó la gira Metal For Muthas tour junto a otras bandas de la NWOBHM como Praying Mantis, Angel Witch, Urchin, Samson, etc. Fueron soporte de Judas Priest, sin embargo, tanto el público como la crítica demandaban un tour propio.
El resultado fue Iron Maiden Tour. Durante las actuaciones en Gran Bretaña, la banda se desplazó a Bélgica para realizar su primer concierto fuera de su país. En septiembre tuvo lugar el tramo europeo de la gira, en la cual abrieron los conciertos de Kiss, que promocionaba el álbum Unmasked. Durante dos meses, Iron Maiden actuó en Italia, Alemania, Francia, Suiza, Países Bajos, Suecia, Dinamarca, Noruega y de nuevo en Bélgica. La actuación del 13 de octubre en Drammen, Noruega, fue la última con Dennis Stratton. El guitarrista fue despedido poco después por diferencias musicales y reemplazado por Adrian Smith, de Urchin. Su debut tuvo lugar durante el último tramo de la gira, que terminó en el Rainbow Theatre el 21 de diciembre de 1980, fue publicado en mayo de 1981 en VHS como Live at the Rainbow.

## Lista de canciones
LP original (Reino Unido)

| Lado 1 |                        |                  |          |  |
| N.º    | Título                 | Escritor(es)     | Duración |  |
| 1.     | «Prowler»              | Harris           | 3:55     |  |
| 2.     | «Remember Tomorrow»    | Di'Anno / Harris | 5:27     |  |
| 3.     | «Running Free»         | Di'Anno / Harris | 3:17     |  |
| 4.     | «Phantom of the Opera» | Harris           | 7:20     |  |

| Lado 2 |                               |              |          |  |
| N.º    | Título                        | Escritor(es) | Duración |  |
| 1.     | «Transylvania» (Instrumental) | Harris       | 4:05     |  |
| 2.     | «Strange World»               | Harris       | 5:45     |  |
| 3.     | «Charlotte the Harlot»        | Murray       | 4:12     |  |
| 4.     | «Iron Maiden»                 | Harris       | 3:35     |  |

LP original (Estados Unidos)

| Lado 1 |                        |                  |          |  |
| N.º    | Título                 | Escritor(es)     | Duración |  |
| 1.     | «Prowler»              | Harris           | 3:55     |  |
| 2.     | «Remember Tomorrow»    | Di'Anno / Harris | 5:27     |  |
| 3.     | «Running Free»         | Di'Anno / Harris | 3:17     |  |
| 4.     | «Phantom of the Opera» | Harris           | 7:20     |  |

| Lado 2 |                               |                           |          |  |
| N.º    | Título                        | Escritor(es)              | Duración |  |
| 1.     | «Transylvania» (Instrumental) | Harris                    | 4:05     |  |
| 2.     | «Strange World»               | Harris                    | 5:45     |  |
| 3.     | «Sanctuary»                   | Murray / Di'Anno / Harris | 3:14     |  |
| 4.     | «Charlotte the Harlot»        | Murray                    | 4:12     |  |
| 5.     | «Iron Maiden»                 | Harris                    | 3:35     |  |

| CD adicional de la reedición de 1995 |                    |                           |            |          |  |
| N.º                                  | Título             | Escritor(es)              | Nota       | Duración |  |
| 1.                                   | «Sanctuary»        | Murray / Di'Anno / Harris |            | 3:14     |  |
| 2.                                   | «Burning Ambition» | Harris                    |            | 2:42     |  |
| 3.                                   | «Drifter»          | Harris                    | En directo | 6:04     |  |
| 4.                                   | «I Got the Fire»   | Ronnie Montrose           | En directo | 3:14     |  |

| Edición remasterizada de 1998 |                               |                           |          |  |
| N.º                           | Título                        | Escritor(es)              | Duración |  |
| 1.                            | «Prowler»                     | Harris                    | 3:55     |  |
| 2.                            | «Sanctuary»                   | Murray / Di'Anno / Harris | 3:14     |  |
| 3.                            | «Remember Tomorrow»           | Di'Anno / Harris          | 5:27     |  |
| 4.                            | «Running Free»                | Di'Anno / Harris          | 3:17     |  |
| 5.                            | «Phantom of the Opera»        | Harris                    | 7:20     |  |
| 6.                            | «Transylvania» (Instrumental) | Harris                    | 4:05     |  |
| 7.                            | «Strange World»               | Harris                    | 5:45     |  |
| 8.                            | «Charlotte the Harlot»        | Murray                    | 4:12     |  |
| 9.                            | «Iron Maiden»                 | Harris                    | 3:35     |  |

Fuente: Discogs

## Créditos
| Iron Maiden - Steve Harris – bajo y coros - Dave Murray – guitarra - Paul Di'Anno – voz - Dennis Stratton – guitarra y coros - Clive Burr – batería | Producción - Will Malone - producción - Martin Levan - ingeniería - Derek Riggs - portada - Terry Walker y Yuka Fujii - fotografía - Simon Heyworth - remasterización |

Fuente: Allmusic

## Posición en las listas
| País        | Lista               | Mejor posición | Ref.   |
| ----------- | ------------------- | -------------- | ------ |
| Croacia     | HDU Toplista        | 14             | [ 59 ] |
| Francia     | French Albums Chart | 10             | [ 31 ] |
| Grecia      | Top 75 albums       | 52             | [ 60 ] |
| Italia      | Top 100 Artisti     | 67             | [ 61 ] |
| Reino Unido | UK Albums Chart     | 4              | [ 21 ] |
| Suecia      | Sverigetopplistan   | 27             | [ 60 ] |

## Certificaciones
| País        | Organismo certificador | Certificación | Ventas certificadas | Ref.   |
| ----------- | ---------------------- | ------------- | ------------------- | ------ |
| Alemania    | BVMI                   | Oro           | 250 000             | [ 62 ] |
| Canadá      | CRIA                   | Platino       | 100 000             | [ 63 ] |
| Reino Unido | BPI                    | Platino       | 300 000             | [ 64 ] |